# Palaeopsylla apsidata
Palaeopsylla apsidata är en loppart som beskrevs av Traub et Evans 1967. Palaeopsylla apsidata ingår i släktet Palaeopsylla och familjen mullvadsloppor. Inga underarter finns listade i Catalogue of Life.